# Irynej Bilyk
Irynej Bilyk (in ucraino Іриней Білик?; Knjažpil', 2 gennaio 1950) è un vescovo cattolico ucraino della Chiesa greco-cattolica ucraina, dal 28 luglio 2007 eparca emerito di Bučač e canonico della basilica di Santa Maria Maggiore.

## Biografia
Monsignor Irynej Bilyk è nato a Knjažpil' il 2 gennaio 1950 da Ivan Bilyk e Anna Krentiv.

### Formazione e ministero sacerdotale
Nel 1957 ha iniziato le elementari a Knjažpil' e nel 1959 è stato ammesso al liceo di Dobromyl', città nella quale i genitori si erano trasferiti. Nel 1965, a causa della sua profonda fede cristiana, dell'educazione patriottica e del rifiuto di aderire al Komsomol, l'organizzazione che riuniva i giovani sovietici, ha dovuto smettere di studiare in quella scuola ed è entrato in un Istituto di elettrotecnica a Leopoli. Nel frattempo compiva studi paralleli alla scuola media serale "Malehivs'kyj" del quartiere Žovkva. Nel 1968, a causa della sua fede e dell'oppressione da parte delle autorità, è stato costretto a lasciare anche gli studi tecnici. Nello stesso anno è entrato alla Facoltà di fisica dell'Università di Leopoli ma poi il regime politico non gli ha consentito di continuare la formazione e sei mesi dopo è stato quindi espulso dall'ateneo.
Nell'autunno del 1968 ha iniziato in segreto la formazione monastica e gli studi filosofici e teologici nell'Ordine basiliano di San Giosafat. Nel 1968 è stato costretto a lasciare la Galizia e si è scritto al Dipartimento di fisica dell'Università Statale di Uzhgorod. Pur essendo sotto stretta supervisione del KGB, ha continuato gli studi spirituali paralleli e mantenuti stretti legami con il metropolita di Galizia e Transcarpazia, con diversi sacerdoti e i vescovi Alexander Hiro, Giosafat Fedoryk e Sofron Dmyterko. Ha anche vissuto nell'appartamento di Theophile Manaylo che ha assistito all'assassinio del vescovo Teodoro Romža da parte di un agente del Commissariato del popolo per gli affari interni. In questo appartamento vivevano alcuni studenti religiosi e di coscienza nazionale e spesso vi si tenevano liturgie.
Nel 1972 è stato espulso dall'università e ha fatto il servizio militare per due anni in un bunker che arrivava a 100 metri di profondità, sede del posto di comando della difesa aerea dell'esercito.
Nel 1974, dopo aver completato il servizio militare, ha ricevuto una buona raccomandazione ed è stato così in grado di continuare gli studi presso il Dipartimento di fisica dell'Università Nazionale di Kiev "Taras Ševčenko" dove si è laureato nel 1977. È poi entrato in scuola di specializzazione e ha iniziato a lavorare in un istituto di ricerca a Kiev. Il KGB lo ha tuttavia mandato a lavorare in Cabardino-Balcaria, nel Caucaso centrale, in una spedizione scientifica dell'Accademia delle Scienze dell'Ucraina. Ha lavorato a quota 2 100 metri sul livello del mare per quasi dieci anni. Con lui c'erano anche due monaci basiliani clandestini galiziani, che successivamente sono diventati sacerdoti. Godeva di una certa libertà e spesso si recava in missione in Ucraina. È riuscito quindi a mantenere stretti legami con la Chiesa clandestina e ha continuato a studiare teologia in segreto.
Il 13 ottobre 1978 ha emesso la professione solenne e il giorno successivo è stato ordinato presbitero in segreto dall'eparca Sofron Dmyterko. Ha operato a Leopoli, in Transcarpazia, in Volinia, a Kiev, a Mosca, in Kazakistan e in Jugoslavia.

### Ministero episcopale
Il 15 agosto 1989 è stato ordinato vescovo ausiliare di Ivano-Frankivs'k in segreto in un piccolo edificio sotterraneo padri basiliani nei sobborghi della città dall'eparca Sofron Dmyterko, co-consacranti il vescovo ausiliare di Mukačevo Ivan Semedi e l'eparca Ivan Marghitych.
Nel 1990 la Chiesa greco-cattolica ucraina è stata legalizzata. Il 16 gennaio 1991 papa Giovanni Paolo II ha benedetto la sua nomina e gli ha assegnato la sede titolare di Nove. L'eparca Sofron Dmyterko lo ha quindi nominato rettore del seminario dell'arcieparchia di Ivano-Frankivs'k, il primo a essere riaperto nell'Unione Sovietica. Le lezioni si tenevano in diverse stanze del convento dei padri basiliani di Mayzlyah. Gli insegnanti erano ex-professori clandestini, docenti delle università locali e insegnanti invitati dall'estero. Già nel primo anno sono stati ammessi più di 400 seminaristi e l'anno dopo il numero dei seminaristi con formazione a distanza ha raggiunto le circa 900 unità. Nello stesso anno il seminario è stato rinominato Istituto teologico-catechetico ucraino e ha aperto la facoltà di catechesi e pedagogia per le monache e le postulanti.
Il 24 maggio 1994 è stato nominato protosincello dell'arcieparchia di Ivano-Frankivs'k. Dall'autunno di quell'anno all'estate del 1996 ha accuratamente studiato teologia alla Pontificia università "San Tommaso d'Aquino" a Roma dove ha difeso la sua tesi di laurea in teologia dogmatica in lingua italiana.
Il 21 luglio 2000 il sinodo della Chiesa greco-cattolica ucraina lo ha nominato eparca di Bučač. Il 12 ottobre successivo papa Giovanni Paolo II ha dato la sua benedizione alla nomina. Nonostante varie difficoltà e ostacoli ha dato all'eparchia una buona struttura organizzativa. È stata inoltre stabilita una solida amministrazione diocesana con spazi di lavoro per tutti i reparti: una sala riunioni con 200 posti a sedere, una moderna sala conferenze da 50 posti, una sala da pranzo per 120 persone con cucina moderna e un piccolo complesso alberghiero di gestione diocesana per gli ospiti in visita. Ha ricostruito la scuola superiore Dyakovo, riorganizzata in accademia di formazione. Ha fondato il quotidiano diocesano Roccia di Cristo che ha iniziato ad uscire regolarmente con una tiratura di 10 000 copie.
Il 28 luglio 2007 papa Benedetto XVI lo ha nominato canonico della basilica di Santa Maria Maggiore.
Il 7 maggio 2023, riceve dall'Accademia Bonifaciana di Anagni, su proposta del Rettore Presidente Gr. Uff. Prof. Sante De Angelis, il Premio Internazionale Bonifacio VIII "...per una cultura della Pace..." (XXI edizione), alla presenza tra gli altri del Presidente del Comitato Scientifico della stessa Istituzione della Città dei Papi, S.E. Mons. Enrico dal Covolo.

## Genealogia episcopale
La genealogia episcopale è:
- Patriarca Geremia II Tranos
- Arcivescovo Michal Rahoza
- Arcivescovo Hipacy Pociej
- Arcivescovo Iosif Rucki
- Arcivescovo Antin Selava
- Arcivescovo Havryil Kolenda
- Arcivescovo Kyprian Žochovs'kyj
- Arcivescovo Lev Zaleski
- Arcivescovo Jurij Vynnyc'kyj
- Arcivescovo Luka Lev Kiszka
- Vescovo György Bizánczy
- Vescovo Inocențiu Micu-Klein, O.S.B.M.
- Vescovo Mihály Emánuel Olsavszky, O.S.B.M.
- Vescovo Vasilije Božičković, O.S.B.M.
- Vescovo Grigore Maior, O.S.B.M.
- Vescovo Ioan Bob
- Vescovo Samuel Vulcan
- Vescovo Ioan Lemeni
- Arcivescovo Spyrydon Lytvynovyč
- Arcivescovo Josyf Sembratowicz
- Cardinale Sylwester Sembratowicz
- Arcivescovo Julian Kuiłovskyi
- Arcivescovo Andrej Szeptycki, O.S.B.M.
- Vescovo Hryhoryj Chomyšyn
- Vescovo Ivan Slezjuk
- Vescovo Sofron Dmyterko, O.S.B.M.
- Vescovo Irynej Bilyk, O.S.B.M.